# Катовице
Катовице (пољ. Katowice, шл.) је град у Пољској у Војводству Шлеском. Налази се у историјском делу Горње Шлезије у јужној Пољској између река Клодница и Рава. Главни је град Шлеског војводства.
Удаљен је 70 километара северозападно од Кракова. Према попису становништва из 2011. у граду је живело 310.764 становника. У широј регији живи око 3,5 милиона људи.
Град је познат од 1598. (Kątowicze). Веома се развио у 19. веку захваљујући експлоатацији каменог угља.
Катовице су познате по околним рудницима угља и челичанама. Регија Катовица је најзначајнија индустријска област земље. У последње време тешку индустрију замењује електронска и информатичка индустрија. Аеродром Катовице се налази у Пирзовицама, 30 km северно од центра Катовица. У последњих 10-ак година Катовице постаје све познатији у свету због гејминга, будући да се тамо одржавају највећи е-спорт турнири у свету гејминга, поготово на пољу популарне пуцачке игре Counter-Strike Global Offensive.

## Становништво
Према прелиминарним подацима са пописа, у граду је 2011. живело 310.764 становника.
| 1950.   | 1960.   | 1970.   | 1980.   | 2002.   | 2011.   | 2012.   |
| ------- | ------- | ------- | ------- | ------- | ------- | ------- |
| 175.496 | 269.926 | 305.000 | 355.117 | 327.222 | 310.764 | 307.233 |

## Партнерски градови
- Опава
- Острава
- Келн
- Мобил
- Сент Етјен
- Оденсе
- Мишколц
- Гронинген
- Јужни Даблин
- Шенјанг
- Кошице
- Доњецк